# DHCレディースボウリングツアー
DHCレディースボウリングツアーは、2005年から2013年まで開催されていた日本の女子プロボウリングの大会である。

## 概要
日本におけるボウリング大会は主にジャパンカップや全日本プロ選手権、アマチュア大会の宮様チャリティー大会があった。しかし、2005年になって、DHCと日本プロボウリング協会（JPBA）の提携でDHCレディースオープンボウリングツアーとして誕生した。
しかし2009年7月、DHCがツアーの中止を発表。2010年に入り、DHCが中心となって日本女子ボウリング機構（LBO）を設立。12名がJPBAからLBOに移籍した。
2013年限りでLBOが解散したため、同年のシーズンが最後となった。

## 2005-06シーズン
| Round | 日程                 | 会場                         | 優勝者                                   |
| ----- | -------------------- | ---------------------------- | ---------------------------------------- |
| 1     | 2005年5月20日 - 22日 | 相模原パークレーンズ         | 酒井美佳（DHC）                          |
| 2     | 6月9日 - 11日        | ボウルメート京橋             | 斉藤志乃ぶ（ABS）                        |
| 3     | 8月25日 - 27日       | アオキボウル                 | 稲橋和枝（新東京ダイヤモンドボウル）     |
| 4     | 10月7日 - 9日        | 柿田川パークレーンズ         | 愛甲恵子（フリー）                       |
| 5     | 2006年1月20日 - 22日 | 博多スターレーン             | 板倉奈智美（イースタンスポーツ）         |
| 6     | 2月24日 - 26日       | 星ヶ丘ボウル                 | 清水弘子（フリー）                       |
| 終    | 4月12日 - 16日       | 東京ドームボウリングセンター | 谷川章子（セントレジャー・マネジメント） |

## 2006-07シーズン
| Round | 日程                 | 会場                   | 優勝者                             |
| ----- | -------------------- | ---------------------- | ---------------------------------- |
| 1     | 2006年9月15日 - 17日 | 柿田川パークレーンズ   | 清水弘子（C-BIC）                  |
| 2     | 10月27日 - 29日      | 相模原パークレーンズ   | 時本美津子（相模原パークレーンズ） |
| 3     | 2007年1月19日 - 21日 | 東京ポートボウル       | 吉田真由美（ABS）                  |
| 4     | 2月23日 - 25日       | 水島国際ボウリング会館 | 清水弘子（C-BIC）                  |
| 終    | 3月30日 - 4月1日     | SAP草加ボウル          | 近藤文美（ダイドースターレーン）   |

## 2007-08シーズン
| Round | 日程                 | 会場                 | 優勝者                           |
| ----- | -------------------- | -------------------- | -------------------------------- |
| 1     | 10月5日 - 7日        | 相模原パークレーンズ | 金城愛乃（神戸ボウリング倶楽部） |
| 2     | 2008年1月18日 - 20日 | 柿田川パークレーンズ | 中谷優子（神戸スカイレーン）     |
| 3     | 2月22日 - 24日       | 博多スターレーン     | 宮城鈴菜                         |
| 終    | 4月24日 - 27日       | 品川プリンスホテル   | 姫路麗（フタバボウル）           |

## 2009シーズン
| Round | 日程           | 会場                 | 優勝者                       |
| ----- | -------------- | -------------------- | ---------------------------- |
| 1     | 2月20日 - 22日 | 相模原パークレーンズ | 中島政江（KEGEL COMPANY）    |
| 2     | 5月8日 - 10日  | 東京ポートボウル     | 高坂麻衣（厚木プラザボウル） |

※第3戦（9月11日 - 13日、田町ハイレーン）ならびに最終戦（10月22日 - 25日、東京ドームボウリングセンター）は中止となった。

## 2010シーズン
| Round | 日程                 | 会場                         | 優勝者           |
| ----- | -------------------- | ---------------------------- | ---------------- |
| エ    | 2010年5月27日 - 28日 | 東京ドームボウリングセンター | 鷲塚志麻         |
| 1     | 5月29日 - 30日       | 所沢スターレーン             | 鷲塚志麻         |
| 2     | 7月2日 - 4日         | ストライカーズ西船ボウル     | 清水弘子         |
| 3     | 8月6日 - 8日         | 富津スターレーン             | 鷲塚志麻         |
| 4     | 9月10日 - 12日       | 高尾スターレーン             | 高坂麻衣         |
| 5     | 10月29日 - 31日      | ストライカーズ西船ボウル     | Shanon Pluhowsky |
| 6     | 12月2日 - 5日        | 博多スターレーン             | 高坂麻衣         |

エはエキシビショントーナメント。

## 2011シーズン
| Round | 日程                 | 会場                         | 優勝者             |
| ----- | -------------------- | ---------------------------- | ------------------ |
| 1     | 2011年4月15日 - 17日 | 東京ドームボウリングセンター | 高坂麻衣           |
| 2     | 5月20日 - 22日       | ストライカーズ西船ボウル     | 秋吉夕紀           |
| 3     | 6月17日 - 19日       | 相模ファーストレーン         | 清水弘子           |
| U1    | 7月16日 - 17日       | 高尾スターレーン             | 高坂麻衣           |
| D     | 8月26日 - 28日       | 富津スターレーン             | 中嶋由美・遠藤千枝 |
| 4     | 9月17日 - 19日       | 富津スターレーン             | 鷲塚志麻           |
| TC    | 10月15日 - 16日      | ストライカーズ西船ボウル     |                    |
| U2    | 10月29日 - 30日      | DHC赤沢ボウル                |                    |
| 5     | 11月18日 - 20日      | 博多スターレーン             |                    |
| TOC   | 12月3日 - 4日        | 東京ドームボウリングセンター |                    |

TOCはトーナメント・オブ・チャンピオンズ、UはU30シリーズ、Dはダブルスチャレンジ、TCはTAIHEIカップ。選手の所属先は当時。

## テレビ放送
JPBA主催の2009年度まではBSジャパンでは全戦、テレビ東京では最終戦のみ録画放映されていた。LBO発足の2010年度からはBS日テレでも放送されている。また最終戦のみ地上波テレビ局でも放送されている。